# Kurzelaty
Kurzelaty – wieś w Polsce położona w województwie lubelskim, w powiecie ryckim, w gminie Kłoczew.
W latach 1975–1998 miejscowość administracyjnie należała do województwa siedleckiego.
Wieś jest sołectwem w gminie Kłoczew. Według Narodowego Spisu Powszechnego z roku 2011 wieś liczyła 73 mieszkańców.
Wierni Kościoła rzymskokatolickiego należą do parafii św. Jana Chrzciciela w Kłoczewie lub do parafii św. Bartłomieja Apostoła w Korytnicy.

## Historia
Kurzelaty, wieś znana w wieku XVI dawniej nazywana Korzenne Jaty – „Villa Korzenne Yathy” zapisano w latach 1564–1565, Korzenne Jati 1569. Zdaniem Kazimierza Rymuta autora noty o miejscowości w „Nazwach miejscowych Polski” nazwa pochodzi od przymiotnika korzenny („korzel” w znaczeniu przyprawa do potraw) i od apelatywu jata, jatki ‘kramy przekupniów’ możliwe że chodzi o kramy handlarzy z przyprawami korzennymi. Zmiana w Kurzelaty nie całkiem jasna, niewykluczone że jest to nawiązanie do apelatywu kurzel, kurzela, czyli po prostu „kogut”.
Kurzelaty w wieku XIX stanowiły wieś w powiecie garwolińskim gminie Kłoczew, parafii Żelechów. W roku 1883 posiadały 9 domów i 92 mieszkańców z gruntem 288 mórg.